# دير بورت رويال في باريس
دير بورت رويال باريس، هو دير شيد في القرن السادس عشر. لتخفيف الزحام عن دير بورت رويال الشانزليزي. وأغلق في عام 1790. وادرج المبنى كنصب تاريخي فرنسي منذ عام 1928. 
يمتد بناءه على طول شارع بورت رويال.

## التاريخ
شيد وبني فندق دي كلاني بواسطة بيير ليسكوت بين عامي 1566 و 1569 في فوبورج سان جاك في باريس. وبعدما توفى في عام 1578، ورثه ابن أخيه ليون ليسكوت، وفي 20 مارس 1623، منح ليون جيهان بلوندو، خادمه دي تشامبر وابن أخيه الصغير روبرت دي رومان، كاتب أبرشية مو، «حديقة المطبخ والحدائق المبتذلة التي يطلق عليها اسم كيني». بموجب قانون 19 يوليو 1624، تبادل ليون مع أنجليك أرنولد، مبنى فندق كلاني بمبنى دير بورت رويال أوف ذا فيلدز مقابل إيجار قدره  1500 جنيه. ثم توفى ليون في 11 نوفمبر 1624، ودفن مع عمه في نوتردام. 
في حوالي عام 1626 اعيد تصميم فندق دي كلاني لاستيعاب دير سسترسن في بورت رويال وتقليص الشركة الأم لـميناء رويال الشانزليزيه في ماني ليه هاميو في وادي شيفوغز. 
وبنيت الكنيسة بين عامي 1646 و 1647، بناءً على مخططات المهندس المعماري أنطوان ليبوتر. وشيد الدير بين عامي 1652 و 1655.
الطفل الثالث لأنطوان أرنولد، المحامي وكاثرين ماريون، أنجليك أرنولد، المولودة في 9 يونيو 1590 دير في ميناء رويال الحقول تستحوذ على الفندق في عام 1625. بفضل سخاء الأصدقاء الأرستقراطيين الأقوياء، طلب من المهندس المعماري أنطوان لو باوتري في عام 1626 بناء مبانٍ رهبانية وكنيسة لتفتح ابوابها في عام 1648 تحت وطأة الأسرار المقدسة. ثم توفت أنجيليك في عام 1661. 

أنييس أرنولد، كانت رئيسة الفترة من عام 1661 إلى عام 1671 وهي أخت أنجليك، في كتابها «دساتير دير بورت رويال أوف ذا سيكريتمينتس» ، في باريس، حيث تُظهر كيف يتم اختيار الأخوات المتحدرات: 
مارغريت بيري، ابنة باسكال وابنة الأخت كاترين دي سانت سوزان، ابنة فيليب دي شامبين شهدوا معالجات عظيمة. 
المؤسسة هي موطن الجانسينية، وطرد الأخوات الذين رفضوا التراجع واستبدلوا بزيارات الزيارة حتى الثورة. وأغلق دير بورت رويال في عام 1790؛ ليكون بمثابة السجن من عام 1790 إلى عام 1795 تحت اسم سجن بورت ليبر أو بوربي. واعتُقل هناك كريتيان غيوم دي لاموينون دي مالشيربيس (محامي لويس السادس عشر في محاكمته) ومدام دي تورزيل، المربية السابقة لأطفال لويس السادس عشر. 

### أمومة بورت رويال

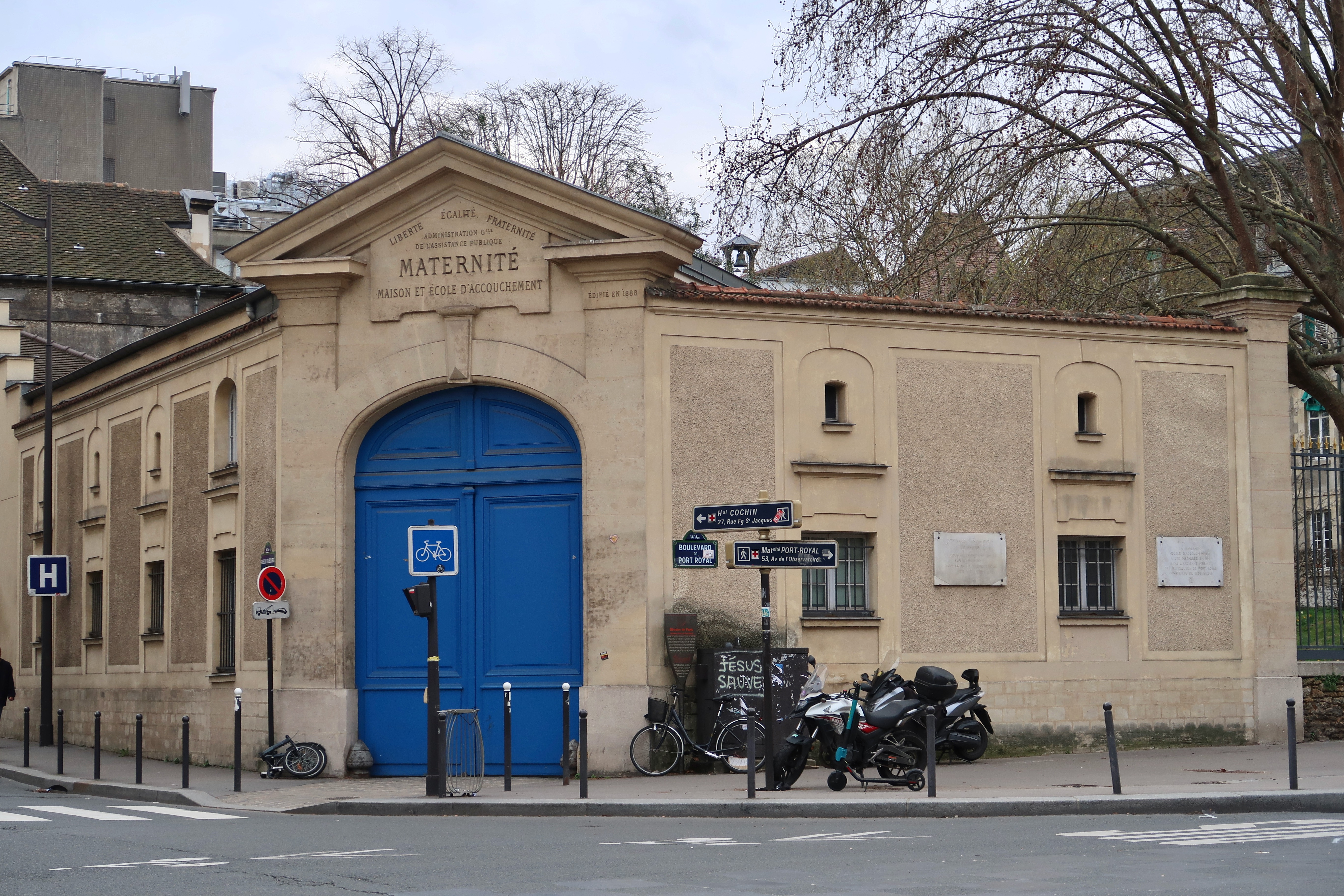

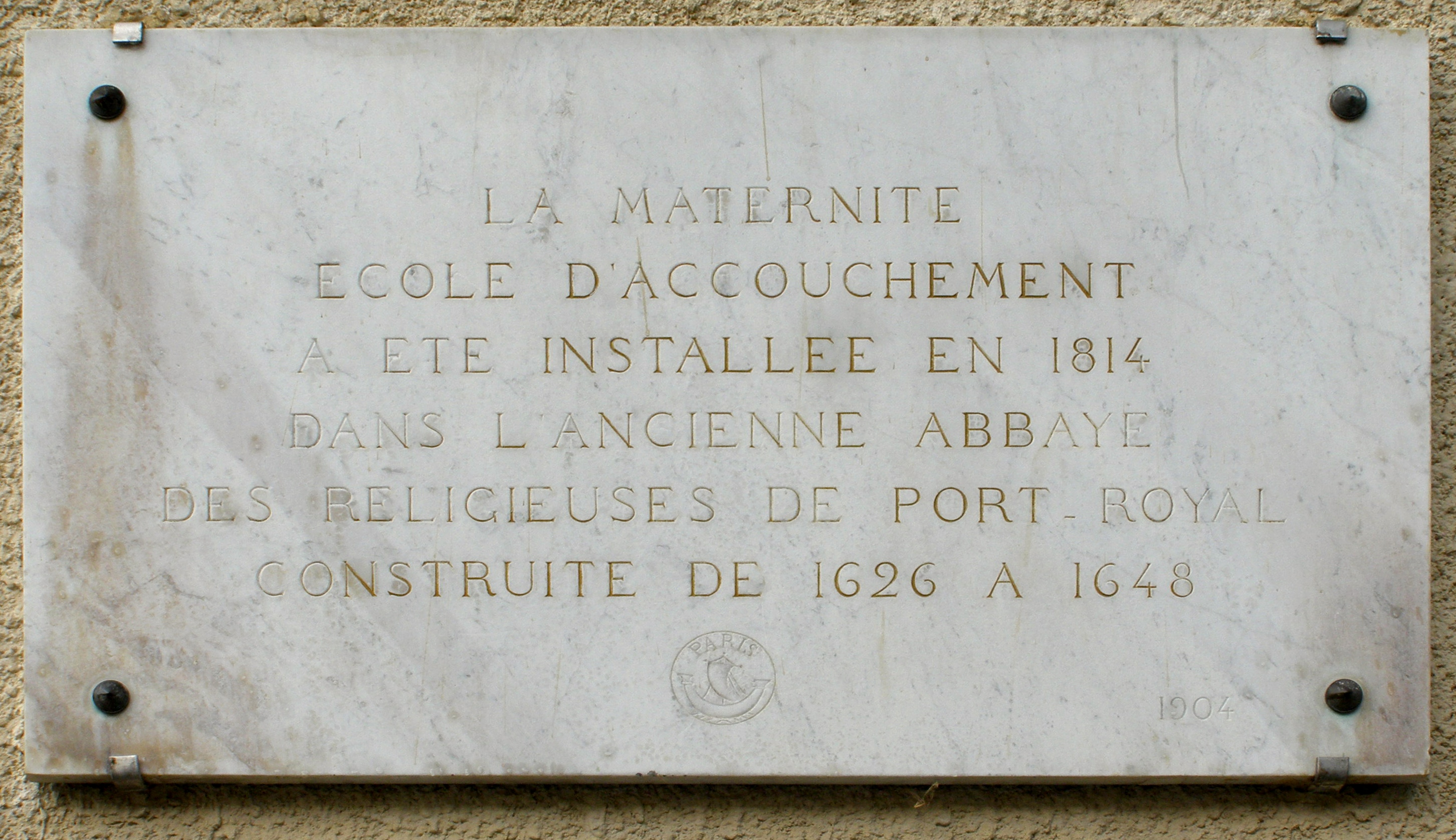
لوحة في شارع بورت رويال.

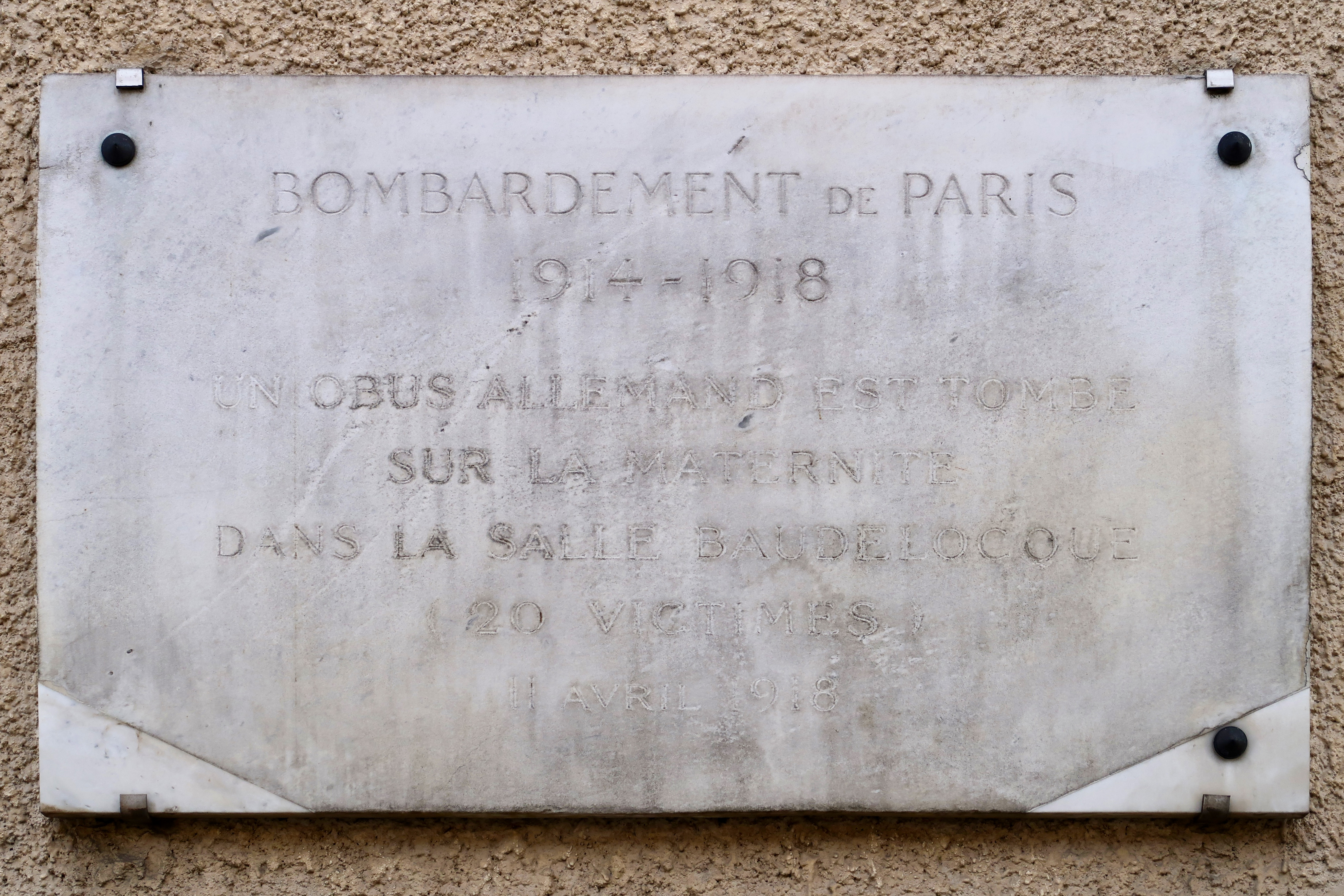
لوحة في نفس المنطقة، تقديراً لتفجيرات الحرب العالمية الأولى

في عام 1795 فتح في المبنى مستشفى للولادة، والمستشفى العام، كما فتح مبنى الخطابة المجاور له. في عام 1814 نقلت خدمات التوصيل والمدرسة إلى هناك، وهي تحمل اسم أمومة بورت رويال. وفي عام 1890 بنيت عيادة بودلوك خاصة لتقديم خدمات الأمومة؛ ويذكر اسم الدكتور دور جان لوي بودلوك أستاذ التوليد في نهاية القرن الثامن عشر.
في عام 1966 ركبت بورت رويال ماتير في المباني الجديدة. وحفظ الدير والكنيسة ومنزل الفصل في الدير القديم ودمجها في مستشفى كوشين. ويضم الدير حاليًا إدارة المؤسسة. 
بمرسوم في 19 أكتوبر 1928 تدرج واجهات المباني المحيطة بالكنيسة المنقوشة كآثار تاريخية، وفي 24 أكتوبر 1933 ادرج المصلى وجوقة الراهبات مع الواجهات وأسطح جناح إدارة الدير والمنطقة الخاصة به وصنف منزل الفصل السابق على أنه آثار تاريخية.

## قائمة من abbesses
- 1626-1661 : أنجليك أرنولد
- 1661-1671 : أغنيس أرنولد (أخت السابقة)
- 1671-1685 : ماري دوروثي بيرديرو
- 1685-1695 : إليزابيث مارغريت دي هارلاي من تشامبفالون
- 1695-1702 : ماري آن دي هارلاي من تشامبفالون
- 1702-1711 : ماري لويس فرانسوا دي روسيليت من شاتو رينو
- 1711-1741 : هنرييت ماري بلاتين من ديو دي مونتبيروكس
- 1741-1742 : لويز كلير من مونتمورين في سان هيرم
- 1742-1769 : هنرييت ماري بلاتين من ديو دي مونتبيروكس
- 1769-1790 : ماري جين فلوريموند من ديو دي مونتبيروكس

## قائمة المراجع
- بيير ليسكوت (1515-1578) بقلم بيير ليسكوت، إصدارات بيرسيه 2013
- كاثرين سيساك، مارك أنطوان تشاربينتييه (1643-1704)، ملحن بورت رويال باريس، طبعة فيارد (2004)، الفصل السابع، صفحة 187.
- Michel Carmona ، Port Royal ، Paris، Editions Fayard، 2018، 494 p. (ردمك 978-2-213-70157-8) (ISBN   <span class="nowrap">978-2-213-70157-8</span>)

## مذكرات ومراجع
1. 1 2  مذكور في: قاعدة ميريمي. لغة العمل أو لغة الاسم: الفرنسية. الناشر: وزارة الثقافة الفرنسية.
2. ↑  Laurence Plazenet (2012). Port-Royal. Editions Flammarion. ص. 11.
3. ↑  Panneau Histoire de Paris, 119-125 boulevard de Port-Royal.
4. ↑  L'hospice de la Maternité avait été ouvert en 1795 dans les locaux de l'abbaye de Port-Royal de Paris et ceux de l'Oratoire, voisins. Pour les différents noms portés par les institutions, pour leur regroupement et leur séparation, pour l'arrêté les créant, voir Félix et Louis Lazare, « Accouchement (Hospice de l') », p. 5 de leur Dictionnaire administratif et historique des rues de Paris et de ses monuments, Paris, Félix Lazare, 1844. نسخة محفوظة 20 أكتوبر 2016 على موقع واي باك مشين.
5. ↑  Histoire de l'Hôpital Cochin, sur le site de l'Assistance Publique de Paris نسخة محفوظة 7 ديسمبر 2008 على موقع واي باك مشين.
6. ↑  ميريمي [ https://www.pop.culture.gouv.fr/notice/merimee/PA00086606 PA00086606]، وزارة الثقافة الفرنسية. (بالفرنسية)

### مقالات ذات صلة
- قائمة المعالم التاريخية في الدائرة 14 من باريس

قالب:Palette